# Professor Trifone Girasole
Il professor Trifone Girasole (Professeur Tryphon Tournesol), di solito chiamato professor Tornasole, è un personaggio immaginario, grande scienziato e inventore, uno dei personaggi principali in Le avventure di Tintin.

## Caratteristiche
Il professore è uno scienziato di fama internazionale. È di statura media, testa calva, baffi, pizzetto e occhiali rotondi di piccole dimensioni. Molto spesso indossa un lungo cappotto verde e una bombetta dello stesso colore.
Di personalità brillante, gentile e premuroso, anche se a volte irritabile, è uno dei personaggi centrali della serie Tintin, sia da parte le sue invenzioni eterogenee (razzi, sottomarini, ecc.) e dai dialoghi comici generati dalla sua sordità.
Essendo duro d’orecchio è solito sentire le ultime lettere delle frasi. Fornisce molti dialoghi surreali, soprattutto con il capitano Haddock. In Obiettivo Luna e Uomini sulla Luna, Girasole acquista un dispositivo acustico che dà un udito normale, al fine di svolgere la missione lunare senza intoppi.
Stranamente, senza ragione data, il dispositivo non sarà più usato (riutilizza però il cornetto presente in Obiettivo Luna in una scena de I gioielli della Castafiore, precisamente nella casella B3 pagina 33) e naturalmente, torna ai suoi problemi di udito. Ciò può essere riconducibile a due motivi:
- Forse Hergé ha valutato la sordità del professor Girasole come caratteristica che aggiungeva un pizzico di comicità nelle storie.
- Il professor Girasole non si considera "sordo", ma semplicemente come "un tantinello duro d'orecchio". Si può dedurre che non ne vedeva più l'utilità dopo il viaggio sulla Luna.

### Relazioni con le donne
Il professor Girasole è l'unico personaggio principale de Le avventure di Tintin a mostrare palesi segni di attrazione verso le donne. Questo è particolarmente evidente dalla sua attrazione per Bianca Castafiore fin dal suo soggiorno presso il castello di Moulinsart in I gioielli della Castafiore.
Creerà anche una nuova varietà di rosa, che ha chiamato in suo onore. Egli ha tuttavia ben accolto la notizia del presunto "fidanzamento" del capitano Haddock con la Castafiore (che in realtà è solo una voce iniziata da un giornale tabloid, il Paris-Flash).
Dimostra ancora una volta il suo affetto, mentre Castafiore è imprigionata in Tintin e i Picaros prendendo le sue difese. Nello stesso album, è affascinato dalla poco invitante Peggy Alcazar, la moglie del generale Alcazar, le bacia la mano dopo che è stata duramente criticata da Tintin e capitano Haddock, un'osservazione che interpretato male, prendendolo per un messaggio di benvenuto.

## Ispirazione

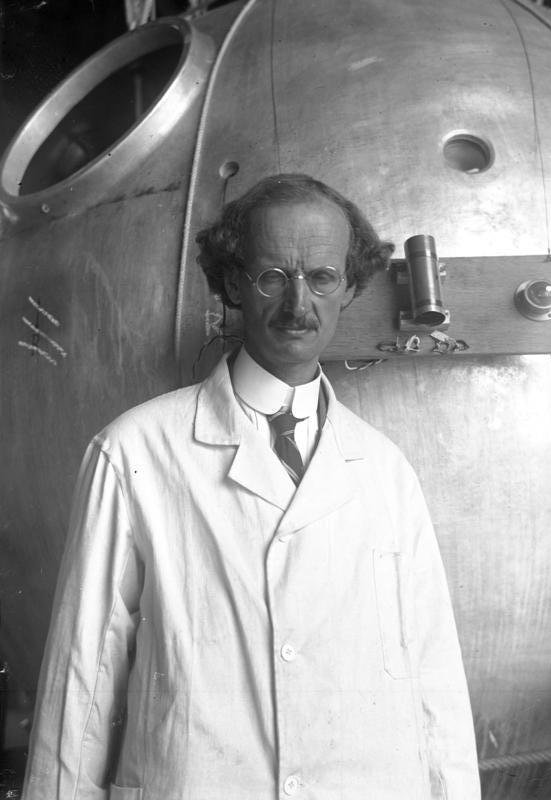
Il fisico svizzero Auguste Piccard ispirò Hergé per il personaggio del Professor Girasole

Il personaggio del professore è stato ispirato dal fisico svizzero Auguste Piccard, esploratore dell'alta atmosfera e grandi profondità, inventore del batiscafo, e primo di una linea di scienziati-avventurieri. Attraverso l'uso del pendolo, ancora insolito per uno scienziato, Girasole ricorda anche il professor Yves Rocard del Collège de France.
Una volta è stato chiamato «professore Giraschiena» (in francese: «professeur Tournedos») da Bianca Castafiore che lo confonde con un famoso sportivo che ha fatto delle ascensioni in mongolfiera.
Si può osservare che il professor Girasole indossa una camicia con un collare dello stile del '900 (scollo rotondo e molto alto), un cappotto e un cappello (bombetta), mentre le avventure si verificano soprattutto nel 30, 40 e 50, il che dimostra il suo 'essere su un altro pianeta' nonostante la sua grande intelligenza.